# Mac et moi
Pour plus de détails, voir Fiche technique et Distribution.
Mac et moi (Mac and Me) est un film américain de Stewart Raffill sorti en 1988.
Considéré comme un plagiat ou une parodie de E.T., l'extra-terrestre, le film est notoire pour ses nombreux placements de produit (McDonald's, Coca-Cola) et plus globalement sa réalisation, très décriée.
Les éditions New Family Video ont sortie une version DVD du film sous le nom de Nukie et Miko, en référence au film Nukie. Des images de ce dernier sont d'ailleurs utilisés sur la jaquette du DVD.

## Synopsis
L'histoire décrit un extraterrestre nommé Mac (pour Mysterious Alien Creature) qui a échappé à des scientifiques de la NASA et qui se lie d'amitié avec Eric, un jeune garçon en fauteuil roulant. Ensemble ils essaient de trouver la famille de Mac, dont il a été séparé.

## Fiche technique
genre : Aventure , Science-fiction

## Distribution
- Christine Ebersole : Janet Cruise
- Jonathan Ward : Michael Cruise
- Tina Caspary : Courtney
- Lauren Stanley : Debbie
- Jade Calegory : Eric Cruise
- Vinnie Torrente : Mitford
- Danny Cooksey : Jack Jr
- Laura Waterbury : Linda
- George Buck Flower : gardien de la sécurité
- Jennifer Aniston : Une danseuse du McDonald's (non-créditée)

## Récompenses et distinctions
- Prix du pire réalisateur pour Stewart Raffill aux Razzie Awards 1989.
- Nomination au prix du pire film aux Razzie Awards 1989.
- Nomination au prix du pire scénario aux Razzie Awards 1989.
- Meilleur film de fantaisie (Youth in Film Awards, 1989).
- Meilleur acteur : Jade Calegory (Youth in Film Awards, 1989).
- Meilleure actrice : Tina Caspary, Lauren Stanley (Youth in Film Awards, 1989).

## Autour du film
- Le jeune acteur qui joue le rôle d'Eric, Jade Calegory, était atteint de Spina bifida et se déplaçait réellement en chaise roulante.
- Jennifer Aniston apparaît pour la première fois de sa vie sur grand écran, le temps de quelques secondes puisqu'elle est figurante sur le long métrage.
- L'acteur Paul Rudd a utilisé une des scènes du film comme running gag dans les émissions Late Night with Conan O'Brien puis Conan. Rudd affirmait avoir des extraits exclusifs de films à venir mais montrait systématiquement la même scène : Eric perdant le contrôle de son fauteuil roulant et tombant dans un lac après une chute d'une falaise, le tout sous les yeux de Mac[2],[3].